# Alpenus auriculatus
Alpenus auriculatus är en fjärilsart som beskrevs av Watson 1988. Alpenus auriculatus ingår i släktet Alpenus och familjen björnspinnare. Inga underarter finns listade i Catalogue of Life.